# Chaklun và Rumba
Chaklun và Rumba (tiếng Nga: Чаклун и Румба) là một bộ phim tâm lý, lãng mạn khai thác đề tài cuộc Chiến tranh Vệ quốc vĩ đại của đạo diễn Andrey Golubev, ra mắt lần đầu năm 2007.